# Juan Carlos Sánchez Jr.
Juan Carlos Sánchez Jr est un boxeur mexicain né le 8 janvier 1991 à Los Mochis.

## Carrière
Passé professionnel en 2008, il perd en 2010 contre Daniel Rosas mais devient champion du monde des super-mouches IBF le 11 février 2012 après sa victoire aux points contre Rodrigo Guerrero. Sánchez conserve son titre le 19 mai 2012 en battant aux points Juan Alberto Rosas ainsi que le 22 septembre 2012 en stoppant au 9e round Rodel Mayol. Il en est dépossédé le 7 juin 2013 à la veille de son combat contre Roberto Domingo Sosa (combat qu'il remportera toutefois aux points le lendemain) pour ne pas avoir respecté la limite de poids autorisée.